# Rutgerus Paludanus
Rutgerus Paludanus (Zuidzijpe, 11 september 1736 - Alkmaar, 23 oktober 1788) was een Nederlands jurist.
Hij studeerde te Leiden en was achtereenvolgens schepen, thesaurier, hoofdofficier en burgemeester van Alkmaar, waar hij in 1788 overleed.
Hij schreef:
- Lentezang, gevolgd naar het Latijn van E.W. Higt, Leid. 1761
- Oudheid- en Natuurkundige verhandelingen, meestal betrekkelijk tot West-Friesland of het Noorderkwartier, Eerste (en eenig) stuk, Leiden 1776.

- Biografisch Portaal: 10243929
- Digitale Bibliotheek voor de Nederlandse Letteren: palu004
- International Standard Name Identifier: 0000 0003 8831 5711
- Nederlandse Thesaurus van Auteursnamen: 069952140
- Virtual International Authority File: 281412529
- WorldCat: E39PBJwxPqv8Kr99WCQCjdwHmd